# سورن كروغ
سورن كروغ (بالدنماركية: Søren Krogh)‏ هو لاعب كرة قدم دنماركي، ولد في 19 أبريل 1977 في الدنمارك في مملكة الدنمارك. لعب مع نادي بروندبي ونادي نوردشيلاند.